# Kanton Estaing
Kanton Estaing (francouzsky Canton d'Estaing) je francouzský kanton v departementu Aveyron v regionu Midi-Pyrénées. Tvoří ho šest obcí.

## Obce kantonu
- Campuac
- Coubisou
- Estaing
- Le Nayrac
- Sébrazac
- Villecomtal